# Romina Fasulo
Romina Fasulo (Montevideo, 27 de septiembre de 1982) es una activista, procuradora, estudiante y política uruguaya.

## Biografía
Hija de la auxiliar de enfermería Delia Teresa Iturbide López y del médico pediatra y forense Pablo Lisandro Fasulo Carro. Melliza de Luciana Colette Fasulo Iturbide.
Cursó sus estudios primarios en el Colegio Santa María de la Guarda en Santiago Vázquez y sus estudios secundarios en el Liceo Maturana, Liceo Gabriela Mistral y Liceo Alberto Candeau.
Estudia en la Facultad de Derecho de la Universidad de la República.
Es discapacitada motriz con tetraplejía desde el 29 de julio de 2013, causada por un intento de suicidio provocado por una depresión.

## Ámbito político
Se presenta a las Elecciones departamentales y municipales de Uruguay de 2020, como candidata a suplente de la economista y empresaria uruguaya Laura Raffo; por el Partido de la Gente, partido político creado en 2016.
Los suplentes de Raffo serán Andrés Ojeda (Partido Colorado), José Alonso (Cabildo Abierto), Romina Fasulo y Juan Carlos Rodríguez (Partido Independiente).